# Павленко Оксана Трохимівна
Оксана Трохимівна Павленко (12 лютого 1895, Валява — 21 квітня 1991, Москва) — українська художниця. Майстриня монументального та станкового живопису, художньої кераміки, рисунку. Досконало володіла техніками фрески, створювала жіночі портрети, монументальні розписи, а також українську ікону. Майстриня — авангардистка.

## Біографія
Народилась 12 лютого 1895 році в селі Валяві (нині Городищенської міської громади Черкаської області) у родині селянина Трохима Павленка, який працював «счетчиком» при панській економії у селі Свинарка.
У 1914 році закінчила гімназію для дівчат у Черкасах.
Протягом 1914–1917 років навчалася в Київському художньому училищі у Фотія Красицького, де тісно спілкувалася з А. Г. Петрицьким, Єлевою Костянтином та Падалкою Іваном..
У 1922 році закінчила Академію мистецтв. Учениця професора М. Бойчука.

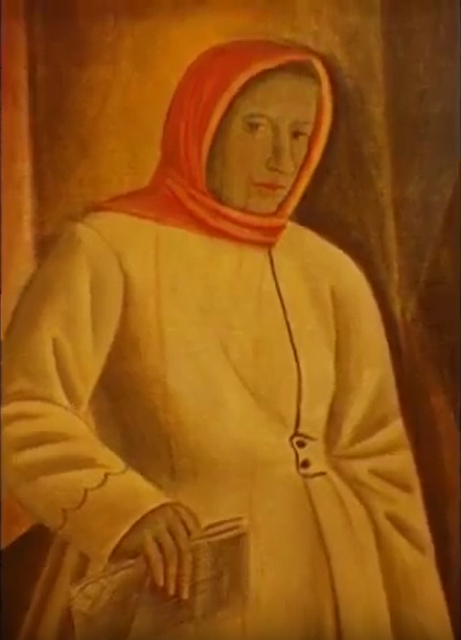
Василь Седляр: Оксана Павленко 1926-1927.

З 1925 року Оксана Павленко була членом «Асоціації революційного мистецтва України».

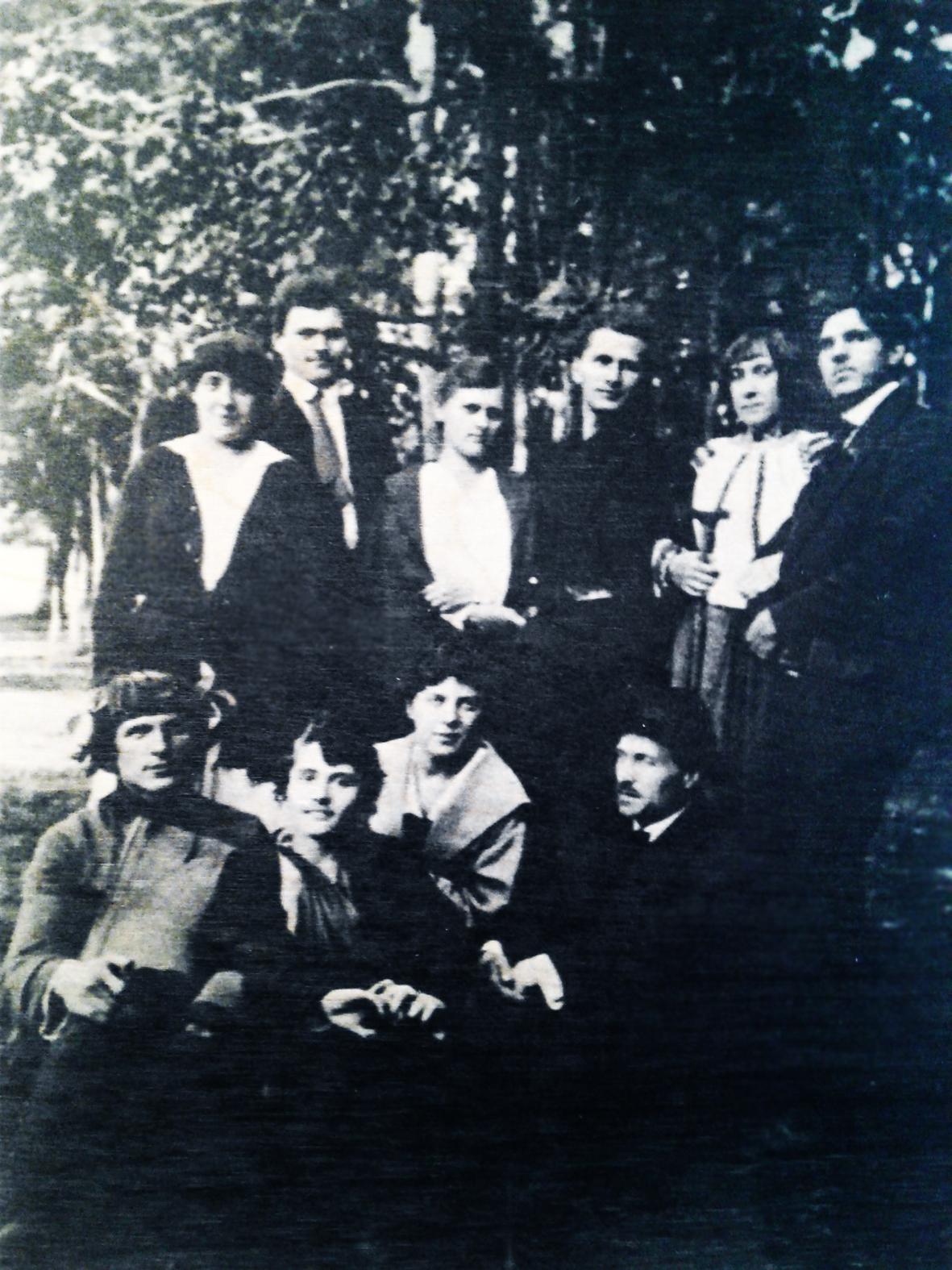
Сидять: Іван Падалко, Олена Кричевська, А. Лисецька, Михайло Бойчук: стоять: Марія Трубецька, Тимко Бойчук, О. Просяниченко. Сергій Колос, Антоніна Іванова, Роберт Лісовський. Київ. 1920

Разом з Белою Уітцем керувала експериментальною майстернею фрески на будівництві Палацу Рад у Москві (1940–1949).
З 1929 року постійно мешкала в Москві де впроваджувала практики українських монументалістів.
Залишила спогади «Промовте — життя моє — і стримайте сльози».
|  | …Якби в людину не було закладено здатності до удосконалення, надії на краще – краще в ній самій. То який був би сенс в Існуванні людини? Подумайте, навіщо було б тоді народжуватися людині, а людству існувати?. За себе поручуся: без мистецтва я й дня прожити б не змогла… Працювати щодня, щогодини. Працювати, як чорний віл, тоді, може, і вийде щось. Не інакше… Оксана Павленко. |

Померла художниця 21 квітня в 1991 році у Москві.

## Викладацька діяльність
Мисткиня займалася викладацькою діяльністю в:
- Межигірському художньо-керамічному технікумі протягом 1922–1927 рр., директором якого на той час був В. Седляр[4]
- У лютому 1929 року О.Павленко отримала офіційне запрошення на викладацьку роботу у ВХУТЕІНі;
- Інституті силікатів у Москві (1929–1931);
- Московському Поліграфічному інституті (1931–1933);
- Вела заняття з фрескового живопису в Московському вищому художньо-промисловому училищі (1950–1951).

## Творчість
У 1919 році студентку першокурсницю Оксану Павленко, разом з І. Падалкою та В. Седлярем, професор М. Бойчук запросив до участі в розписах Луцьких казарм у Києві. Також вона брала участь в експериментальних розписах на стінах аудиторій Інституту пластичних мистецтв (які знищено 1934 року після реорганізації інституту).
Художниця разом з угорським художником Белою Уітцем виїхали у Фрунзе (Киргизія), де разом займалися розписами урядових будівель. Оксана Павленко розробила ескізи та стала авторкою проєкту герба Киргизької РСР.
У 1919 році брала участь в художньо-монументальному оформленні Київського оперного театру до Першого всеукраїнського з'їзду волвиконкомів, а у 1921 році театру у Харкові до 5-го Всеукраїнського з'їзду Рад, в роботі над ескізами оформлення Палацу уряду в місті Фрунзе (1936—1938), розписах на ВДНГ СРСР (1938—1940, 1951—1954).
У 1933—1935 роках художниця в Україні перебувала наїздами, брала участь у розписах Червонозаводського театру в Харкові, де створила тричастинну композицію «Фізкультура і спорт».
Продовж 1936—1938 років вона створила низку фресок в Урядовому палаці у Фрунзе та на Всесоюзних сільськогосподарських виставках у Москві (1938—1940, 1951—1954).
У Черкаському художньому музеї зберігається біля сотні її робіт.
У Центральному державному архіві-музеї літератури і мистецтва України зберігається особовий фонд О. Т. Павленко (№ 356), який налічує 424 одиниць зберігання архівних документів за 1900—1991 рр.

## Роботи

### Картини
- «Марійка» (1920);
- «Жниця» (1920);
- «Тіпає Коноплі» (1920);
- «Дівчина з яблуками» (початок 1920- х рр.);
- «Вулична перекупка» (початок 1920- х рр.);
- «Мітинг у селі Нові Петрівці. Зарисовки з натури»(1922);
- «Ескіз керамічного посуду» (1920-ті роки);
- «Пишуть гасло» (початок 1930- х рр.);
- «У хаті» (1920-ті рр.);
- «Під яблунею» (1920-ті рр.);
- «Делегатки» (1920-ті рр.);
- «Комсомолка» (1927);
- «Збори делегаток» (1933);
- «Хай живе 8 березня!» (1930–1931 рр.);
- «На березі»(1950-ті роки);

### Станкові темперні роботи 1922–1928 років
- «Ліплять пиріжки» (1918);
- «Дівчина з Деренківців» (1920);
- «Петрівчанська мадонна» (1922);
- «Дівчина з відром» (1923);
- «Автопортрет» (1925);
- «Марійка» (1928).

У даних роботах О.Павленко дотримується принципів українського монументалізму. У центрі уваги художниці — сільська жінка, сповнена щирості й тепла.

### Малюнки
Малюнки:
- «В консультації» (1928);
- «Відпочинок на маневрах» (1928);
- «Селянка з дитиною»;
- «Ескіз керамічного посуду». (1920-ті роки)

### Монументальні розписи
- «Фізкультура і спорт в СРСР»
- Фреска «Війна» (1944);
- Фреска «Мир» (1949).

Твори повоєнних років
- «Ляся. Портрет художниці» (1943);
- «Автопортрет» (1968).

### Портрети
Портрети:
- «Майстер-кераміст Межигір'я»(1924);
- «Задумався»(1930);
- «За читанням. Скульптор Жозефіна Діндо» (1928);
- «Чоловічий портрет» (1929);
- «Н. В. Яворська» (1930);
- «Бела Уітц» (1930-ті роки);
- «М. Кашихін з книжками» (1927);
- «Манасчі-співець киргизького народного епосу про Манаса» (1936).
- Виставкова діяльність

З 1921 року Оксана Павленко брала участь в академічних, республіканських, всесоюзних та закордонних виставках.
У 1991–1992 роках, вже після смерті художниці, в Києві та Львові відбулася перша персональна виставка творів Оксани Павленко.